# 潘家沟街道
潘家沟街道，是中华人民共和国河北省承德市双桥区下辖的一个乡镇级行政单位。

## 行政区划
潘家沟街道下辖以下地区：
窝瓜园社区、韭菜沟社区、潘家沟社区、于家沟社区、陕西营社区、大佟沟社区和佟王府社区。